# Parisiana
Pour l’article homonyme, voir Parisiana (Tailleferre).
Le Parisiana est une salle de spectacle située sur les grands boulevards de Paris.

## Historique

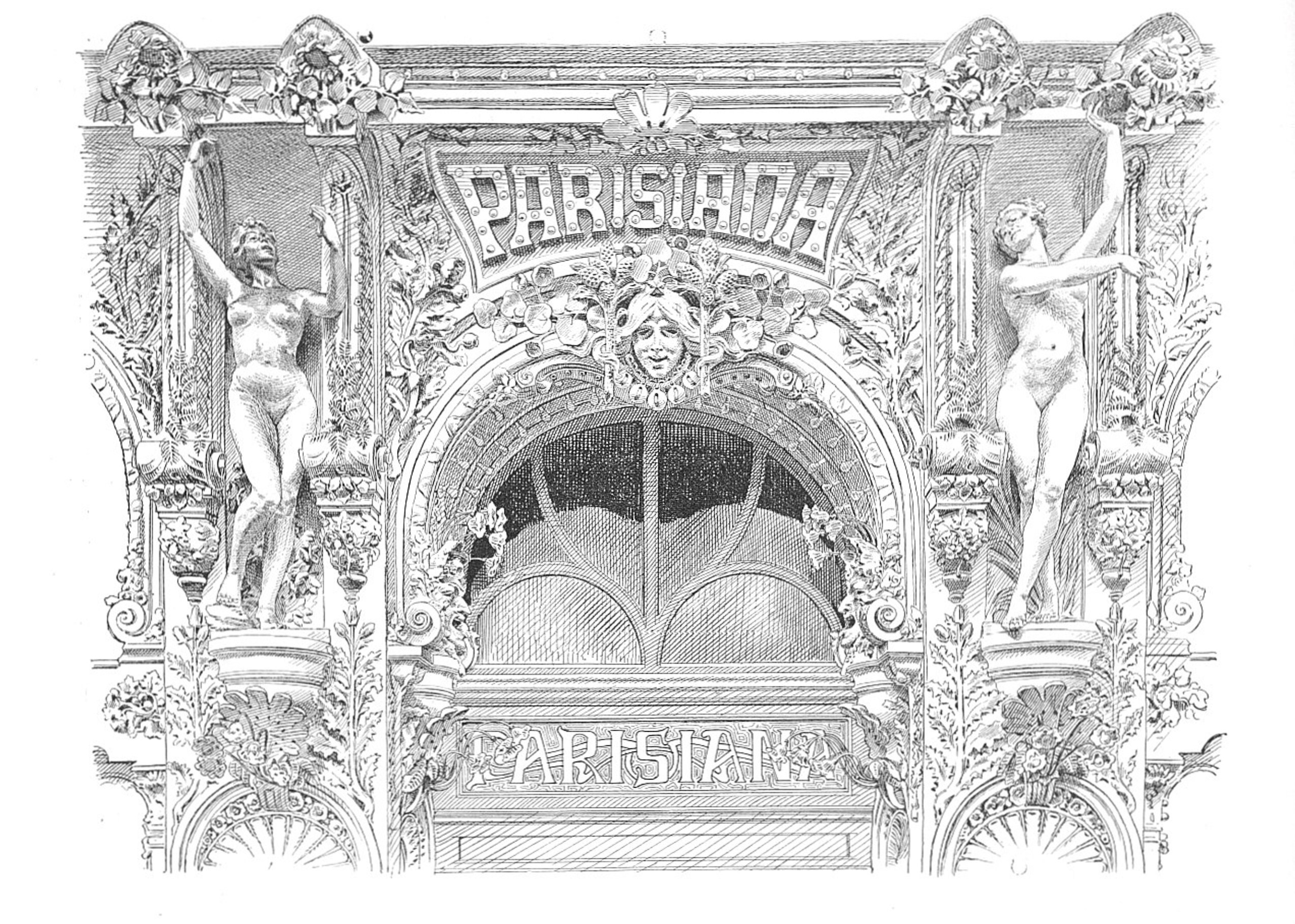
Le Parisiana, lieu des plaisirs. Dessin architectural des détails de la façade vers 1895.

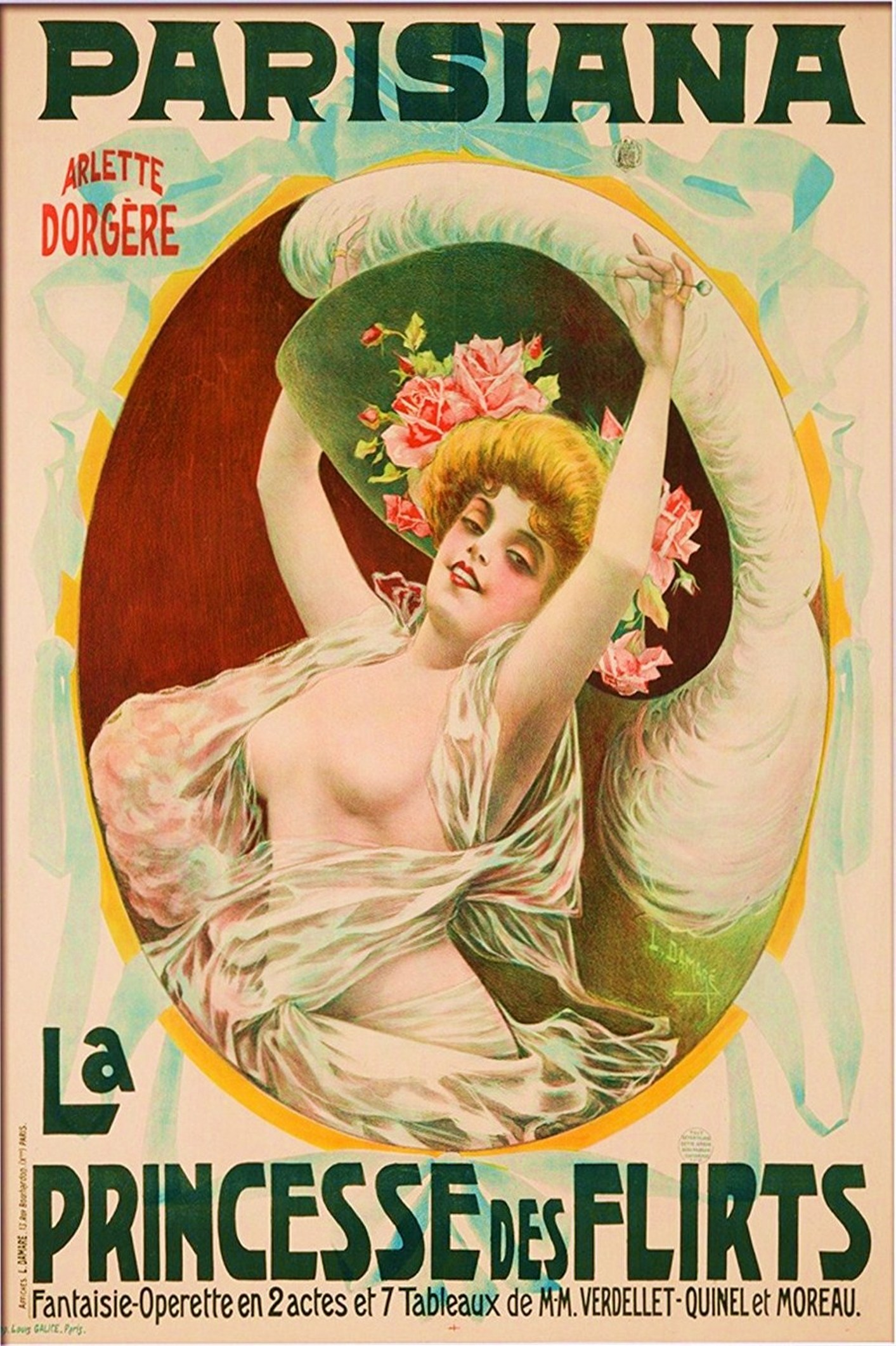
Arlette Dorgère en tête d'affiche dans la fantaisie-opérette, La Princesse des Flirts, (1906).

Le Parisiana est un café-concert qui fut édifié sur les plans de l'architecte Édouard Jandelle-Ramier à la Belle Époque. La salle de concert était située au 27, boulevard Poissonnière. Ouvert en 1894, les frères Isola en prennent la direction, en 1897. Le "Caf' conc'" Parisiana ne désemplira pas avec de nombreux spectacles et concerts.
En 1908, ils le cèdent à leur locataire qui voit son établissement fermé par la Préfecture de la Seine en 1910, pour raison de travaux de sécurité non effectués. Il est alors transformé en une salle pour le cinématographe, Le Parisiana Cinéma. Il fut surnommé le roi des cinémas, en raison de ces 1 500 places assises. Néanmoins, la salle était régulièrement utilisée comme salle de spectacles. Ainsi la compositrice et musicienne Carmen Brouard y jouera à plusieurs reprises.
En 1937, le cinéma Parisiana est retransformé en salle de concert, mais les travaux s'éternisent jusqu'à la Seconde Guerre mondiale et la salle demeure une salle de cinéma. 
En 1957, le Parisiana est racheté par la Gaumont, le modernise et devient le "Richelieu-Gaumont" avec 1 800 places assises. Par la suite, le cinéma s'agrandit avec la création de cinq salles. Malgré ces transformations, le cinéma ferme définitivement en 1987.

## Danseuses au Parisiana
Clichés photographiques de Charles Ogereau (1868-1908) et d'Alphonse Liébert (1826-1913).

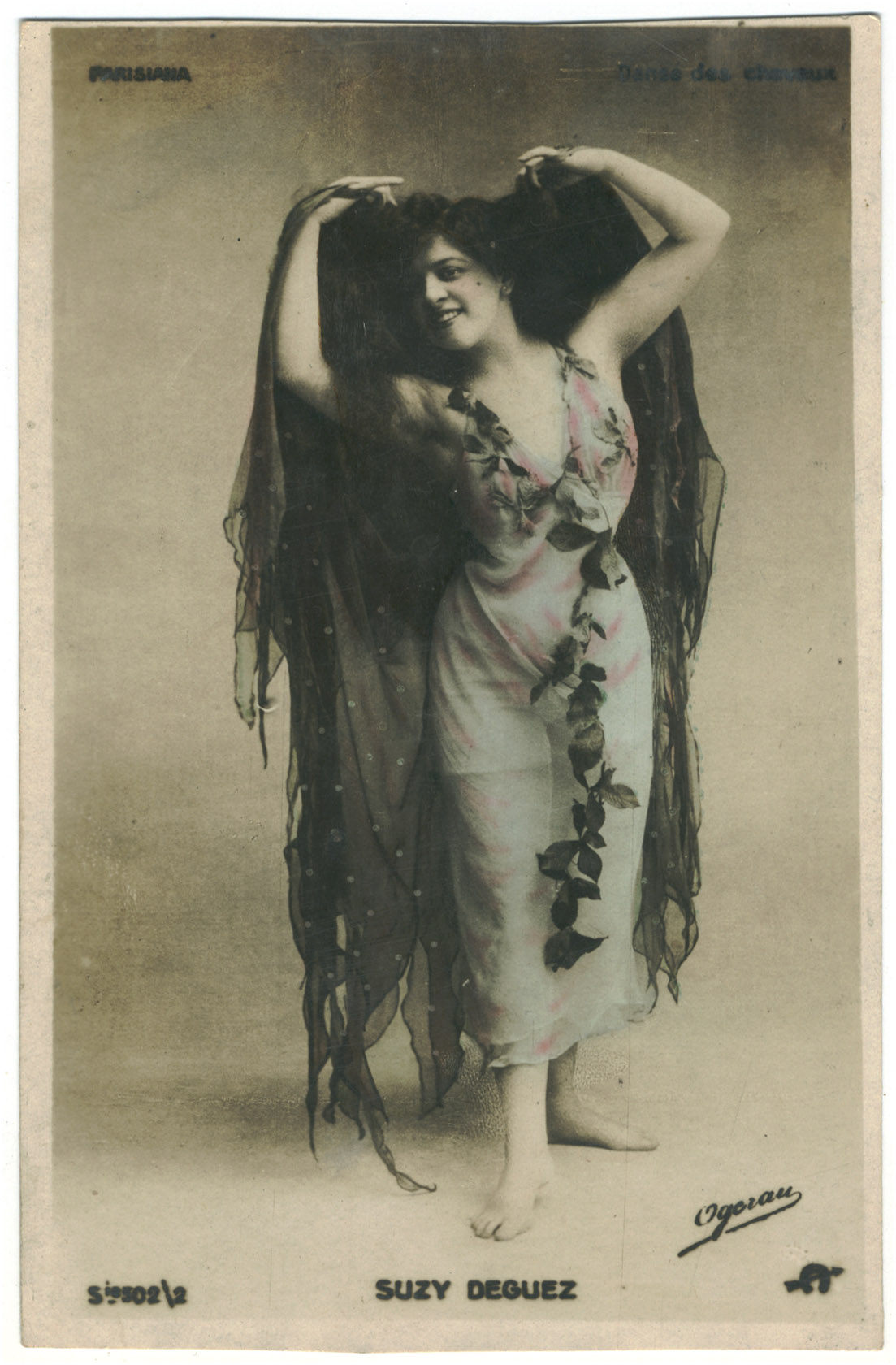
Cliché Charles Ogereau
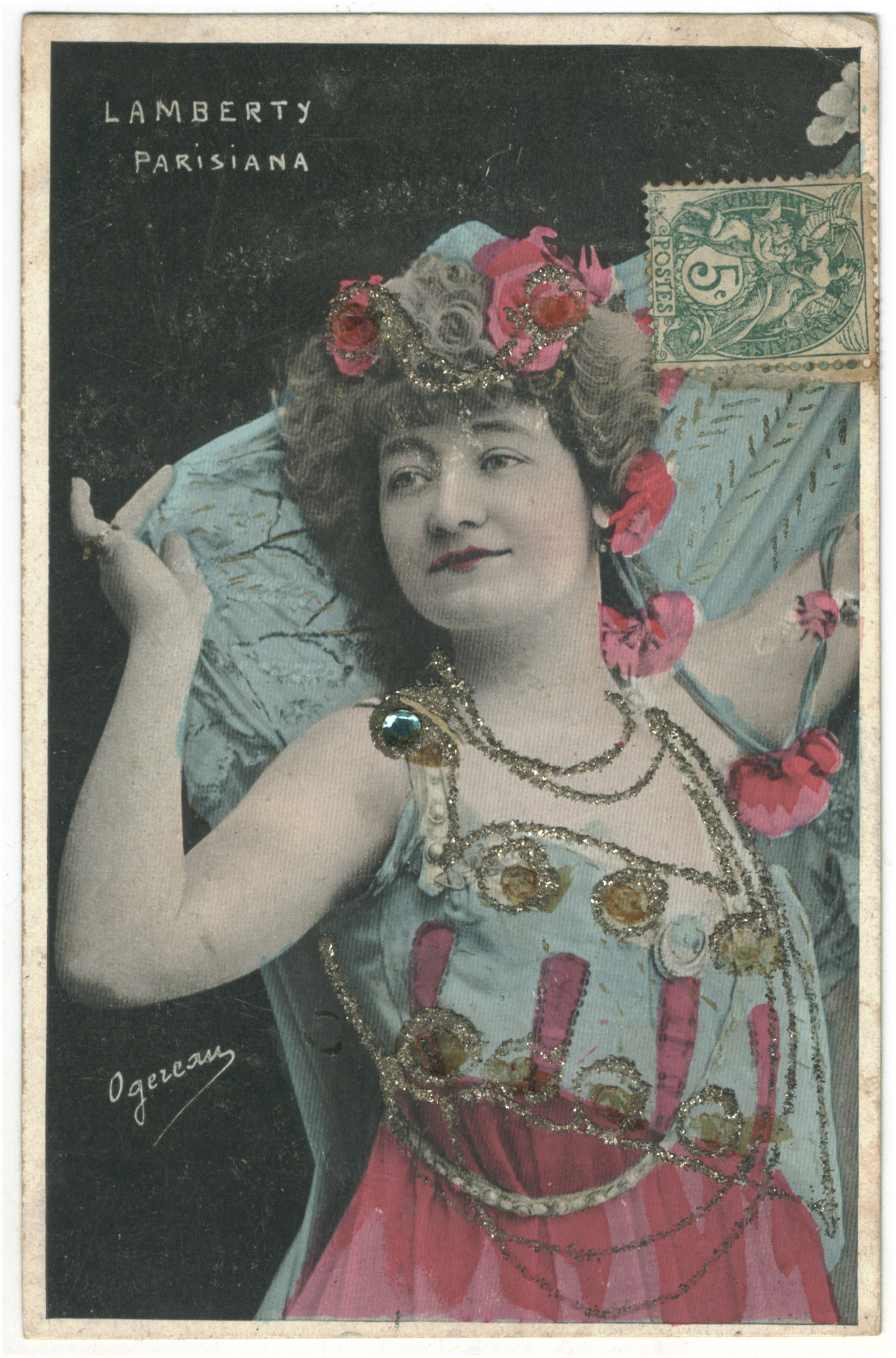
Cliché Charles Ogereau
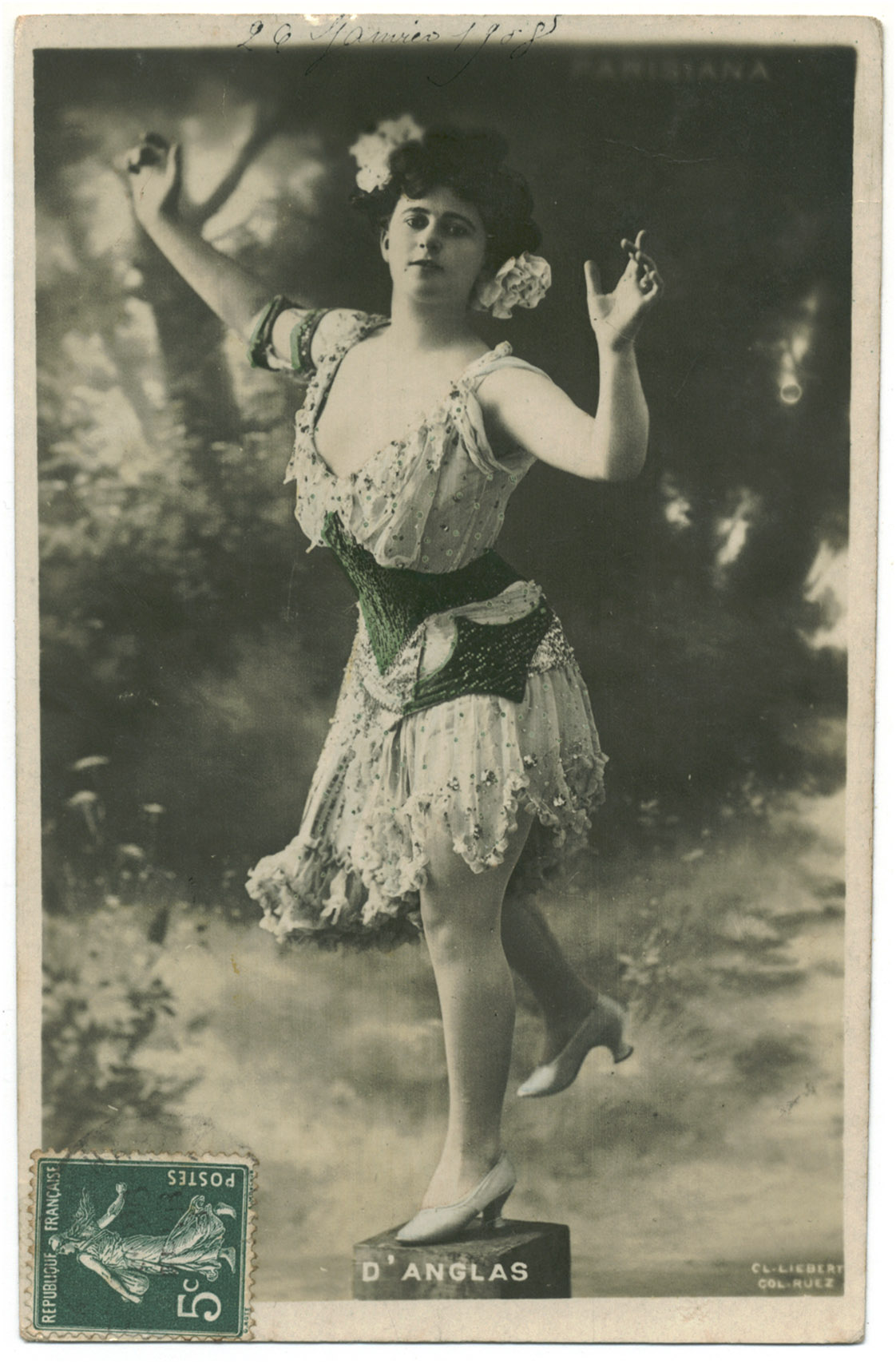
Cliché Alphonse Liébert
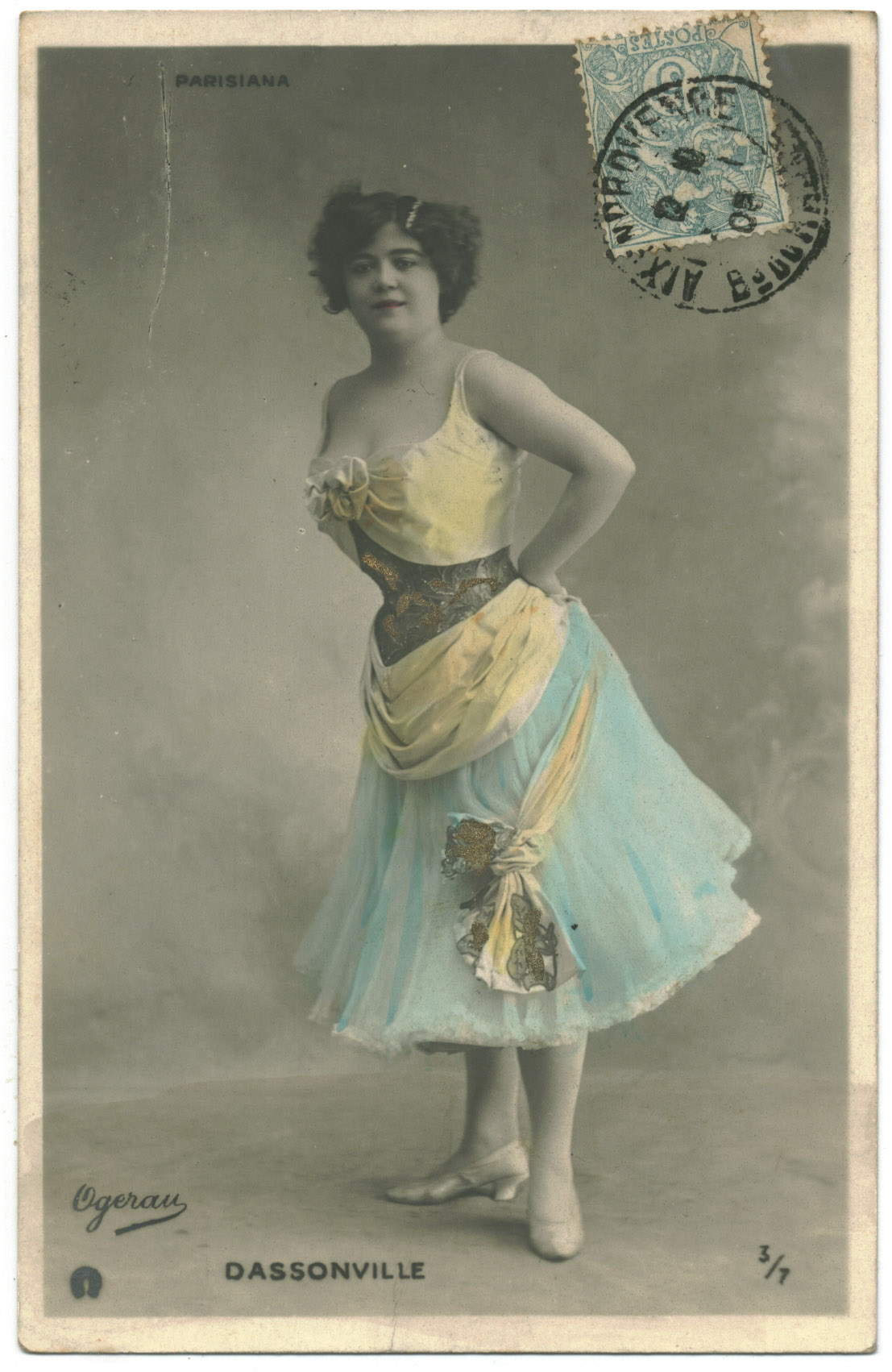
Cliché Charles Ogereau
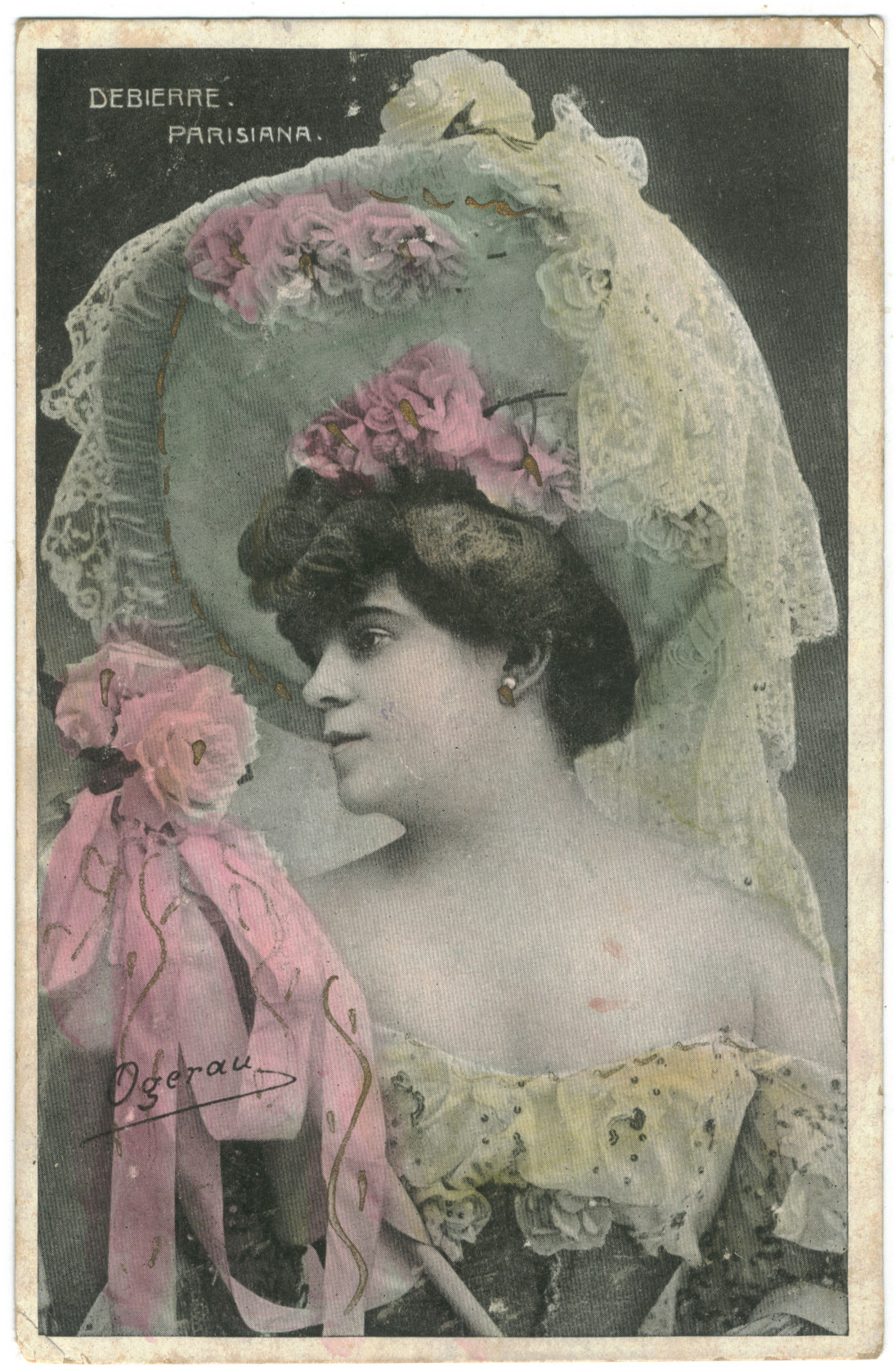
Cliché Charles Ogereau
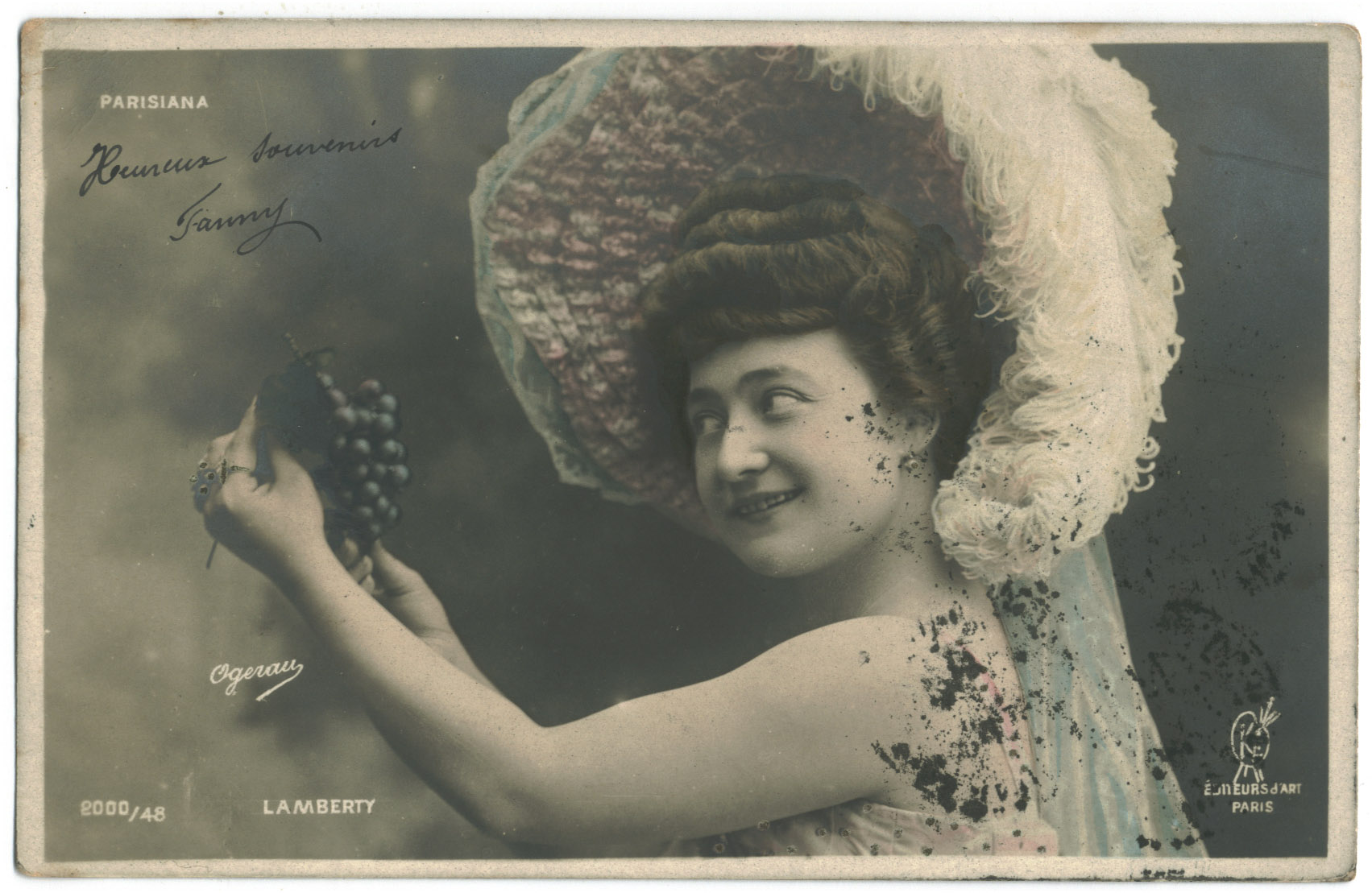
Cliché Charles Ogereau

## Voir aussi

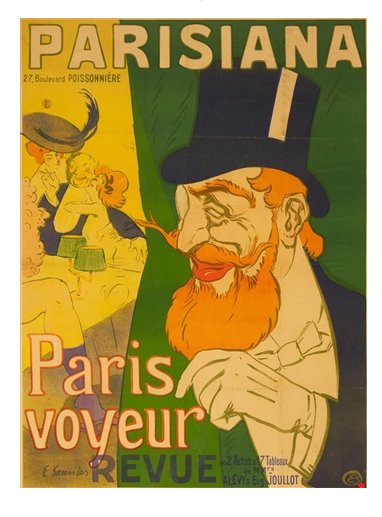
Affiche d'Édouard Saunier (vers 1908).

### Articles de l'encyclopédie
- Cabaret
- Café-concert
- Théâtre